# Montabaurer Senke
Die Montabaurer Senke ist eine sich von Nordwesten nach Südosten ziehende Talsenke im Südwesten des Niederwesterwaldes im Westerwaldkreis, Rheinland-Pfalz. Sie liegt auf den Gemarkungen der Verbandsgemeinden Montabaur (Süden) Wirges (Zentrum und Westen) und Selters (äußerster Norden); kleinere Teile im äußersten Osten liegen überdies in der Verbandsgemeinde Wallmerod. Die Senke enthält neben der namensgebenden Stadt Montabaur (im Süden) auch die Stadt Wirges (westlich des Zentrums) und berührt im äußersten Norden die Stadt Selters.
Der Boden der Montabaurer Senke ist stark tonhaltig. Als Teil des für seine Keramikindustrie bekannten Kannenbäckerlandes ist die Wirtschaft der Senke stark vom Abbau und der Weiterverarbeitung des Tons abhängig.

## Lage und Grenzen
Die Montabaurer Senke wird von den folgenden Höhenzügen (bzw. den genannten Flusstälern) im Uhrzeigersinn eingerahmt:
- Emsbach-Gelbach-Höhen
  - Eppenroder Hochfläche (bis 443 m, in Senkennähe niedriger; östlicher Süden)
  - Hochfläche von Welschneudorf (bis 480 m, in Senkennähe niedriger; zentraler bis westlicher Süden)
  - Montabaurer Höhe (bis 545 m, Westen)
- Tal des Saynbachs südwestlich von und bei Selters als Grenze zur Dierdorfer Senke (um 230 m, Nordwesten)
- Oberwesterwälder Kuppenland (in unmittelbarer Nachbarschaft bis knapp 500 m, Norden)
- Steinefrenzer Platte  (in unmittelbarer Nachbarschaft bis knapp 360 m, Osten)
- Südliches Oberwesterwälder Hügelland (in unmittelbarer Nachbarschaft bis knapp 400 m, äußerster Südosten)

Die drei letztgenannten Landschaften sind bereits Teile des Oberwesterwaldes.
Der nördlichste Ort der Senke ist Selters, der südlichste Niederelbert und der (süd-)östlichste Dreikirchen.

## Landschaft
Die mit weichen Tertiärgesteinen, überwiegend Tonen, gefüllte Montabaurer Senke liegt im Wind- und Regenschatten der Montabaurer Höhe und wird von Flüssen aus dem sich östlich anschließenden Oberwesterwald gespeist. Die Mulden werden durch kleinere vulkanische Kuppen unterbrochen. Die zwischen den Flusstälern liegenden, sich nach Norden ziehenden, breiteren Rücken überlegen deren Sohle meistens nur um 50 bis 75 m.
Die höchste und markanteste Erhebung stellt der 422 m hohe Phonolithkegel des Malbergs dar, der vom nach ihm benannten Naturschutzgebiet umgeben wird. Ein weiteres, deutlich kleineres Naturschutzgebiet innerhalb der Senke ist das NSG Spießweiher unmittelbar südlich Montabaurs.
Etwa ein Drittel der Landschaft ist bewaldet (davon 40 % mit Nadelwald), ein Viertel der Fläche nehmen Verkehrs- und Siedlungsflächen ein.

## Flüsse
Die Montabaurer Senke wird von den folgenden Flüssen, beginnend im Nordwesten, in ungefährer Nord(ost)-Süd(west)-Richtung durchflossen, die alle im Oberwesterwald entspringen:
- Saynbach
- Kleiner Saynbach
- Aubach bzw. (ab Montabaur) Gelbach
- Ahrbach
- Holbach
- Eisenbach
- Erbach

Die Sayn-Lahn-Wasserscheide durchläuft den Nordwesten der Senke, weshalb die beiden in Südwest-Richtungen passierenden Saynbäche nur einen kleinen Anteil an der Landschaft haben.
Der südöstliche Grenzfluss Erbach wiederum entwässert als einziger über den Elbbach zur Lahn, während alle anderen aufgeführten Flüsse fiederförmig zum Gelbach in südliche Richtungen entwässern. Dabei verlassen sie, wie auch der Erbach, vor ihrer Mündung die Senke und zerschneiden die sich anschließenden Emsbach-Gelbach-Höhen.
Einige rechte Nebenflüsse erreichen den Gelbach auch von Westen bis Süden, wie der aus der sich westlich anschließenden Montabaurer Höhe kommende Stadtbach und der aus der sich südlich anschließenden Hochfläche von Welschneudorf kommende Niederelberterbach, der den äußersten Süden der Senke flankiert.

## Berge
Zu den wichtigsten Erhebungen der Montabaur Senke  gehören (Koordinaten von Bergen ohne Artikel in Klammern):
- Malberg (422 m, NSG) - Norden
- Köppel (355 m, westlich von Nordhofen) – äußerster Nordwesten, am Sayntal (50.5157° N, 7.74031° O)